# Éric Struelens
Éric Struelens (Watermaal-Bosvoorde, 3 november 1969) is een voormalige Belgische basketbalspeler. 

## Levensloop
Hij won zevenmaal het Belgische kampioenschap, zesmaal met Racing Mechelen en eenmaal met Spirou Charleroi. Daarnaast won hij viermaal de Beker van België, driemaal met Mechelen en eenmaal met Charleroi.. Hij werd tweemaal verkozen tot Beste Belgische basketter van het jaar. 
Later verkaste hij naar Paris Basket Racing in Frankrijk waarmee hij eenmaal kampioen werd in de Pro A-Liga. Vervolgens verhuisde hij naar Real Madrid Baloncesto in Spanje alwaar hij kampioen speelde in de Liga ACB.

## Clubs
- 1985 - 1987 :  BEL Arena Wemmel (4e provinciale divisie)
- 1987 - 1988 :  BEL Excelsior Brussel (Vierde Divisie)
- 1988 - 1995 :  BEL Racing Mechelen
- 1995 - 1996 :  BEL Spirou Charleroi
- 1996 - 1998 :  FRA PSG Paris
- 1998 - 2002 :  ESP Real Madrid Baloncesto
- 2002 - 2004 :  ESP CB Girona
- 2004 - 2005 :  ESP CB Girona en vervolgens  GRE Panellinios Athene
- 2005 - 2007 :  BEL Royal Atomia Brussel
- 2007 - 2009 :  BEL Excelsior Brussel (Derde Divisie)
- 2009 - 2010 :  BEL Excelsior Brussel (Tweede Divisie)
- 2010 - ???? :  BEL Kangeroes Boom BBC ( Tweede Divisie)